# Sparatoria contro l'associazione LGBT a Tel Aviv

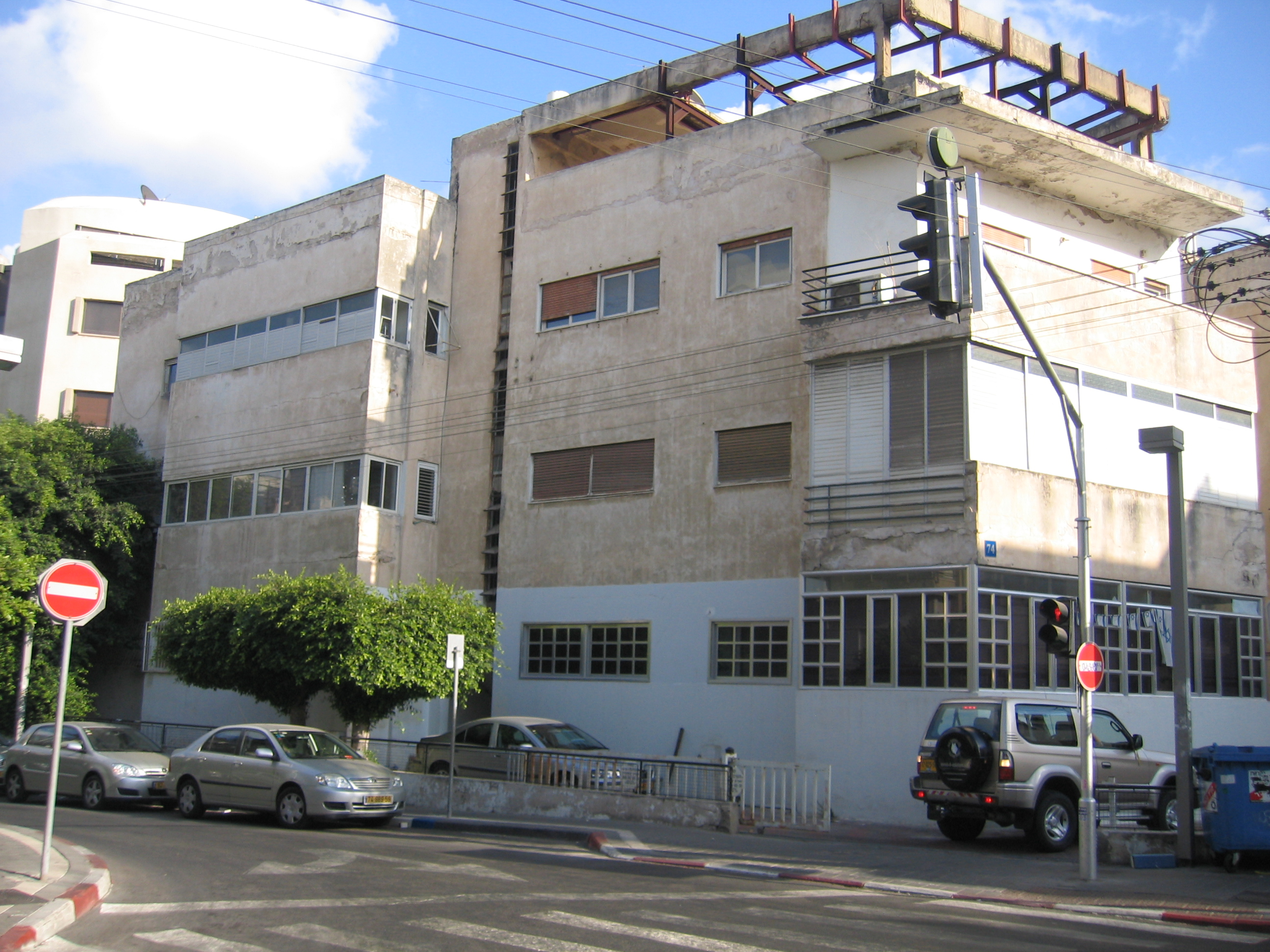
L'edificio dell'AGUDA al numero 28 di Nahmani streeta Tel Aviv, fotografato 18 giorni prima dell'agguato.

La sparatoria contro l'associazione LGBT a Tel Aviv è un fatto di sangue a matrice omofoba avvenuto il 1º agosto 2009 presso la filiale dell'Israeli Gay, Lesbian, Bisexual and Transgender Association (AGUDA) - all'interno del "Bar-Noar" (in lingua ebraica ברנוער , "Bar della gioventù") a Nahmani Street - che ha causato la morte di due persone lasciandone ferite almeno altre quindici. Sono rimasti uccisi un ventiseienne e una ragazza di diciassette anni (due quindi e non tre vittime, come nelle prime relazioni veniva menzionato); la maggior parte dei feriti erano minorenni, sei dei quali in condizioni gravi.
Subito dopo l'attacco l'intera città di Tel Aviv è stata letteralmente messa sotto assedio da centinaia di membri della polizia che ha lanciato una caccia all'uomo nel tentativo di individuare l'assassino, rimasto però sconosciuto. Nel giugno 2013 Hagai Felician viene incriminato per il duplice omicidio, ma i capi d'accusa vengono però ritrattati nel marzo 2014 dopo aver rilevato che il testimone chiave non era attendibile avendo fabbricato prove false.
La sparatoria ha provocato una diffusa condanna in tutta la società civile israeliana, per quello che è stato definito il peggior attacco contro la comunità LGBT nella storia dello stato d'Israele; l'aggressione, avvenuta nel cuore della città da sempre considerata come tra le più liberali della nazione, ha provocato sentite proteste dall'intero mondo gay.

## Fatti

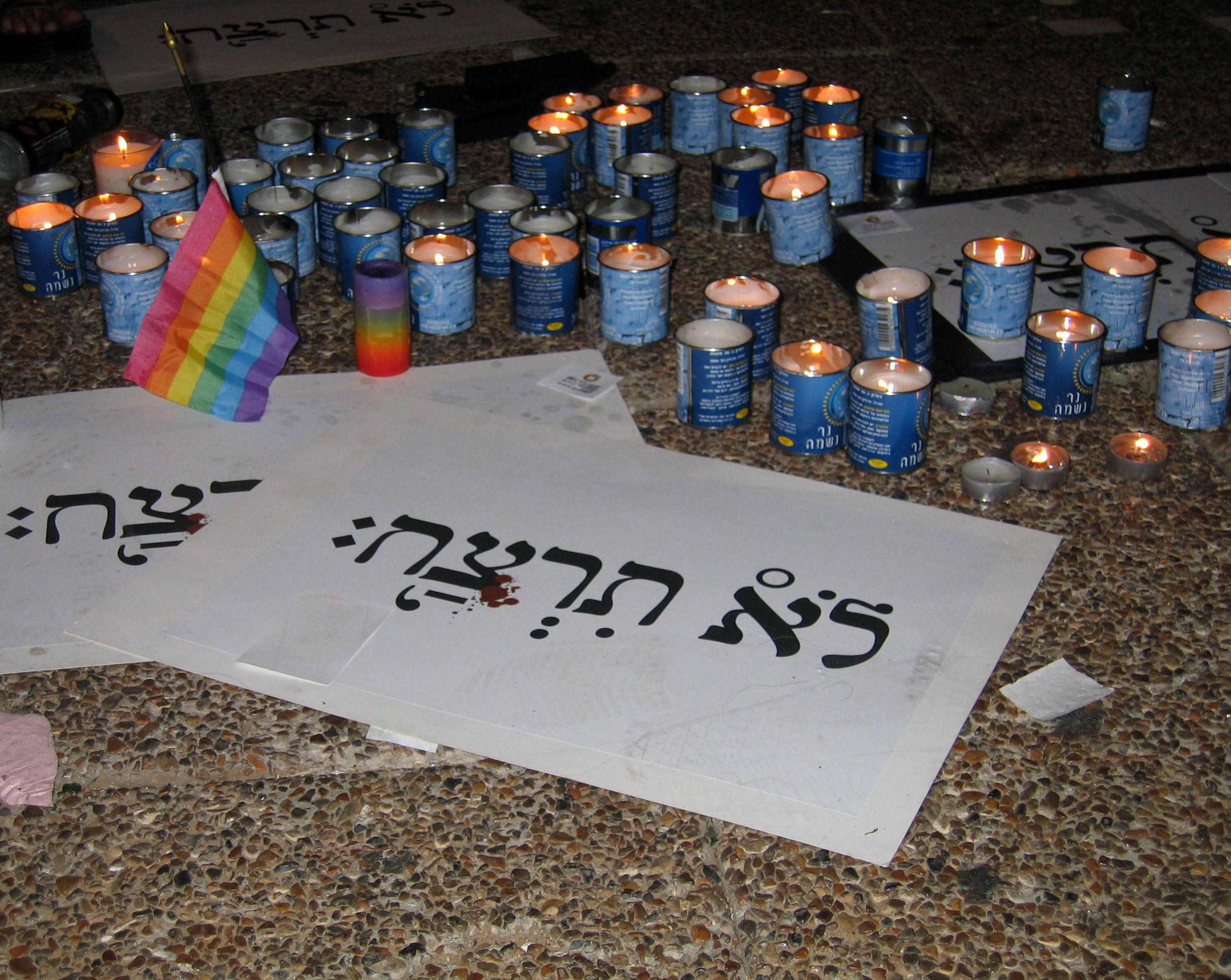
Candele Yahrzeit in memoria con la scritta "Non uccidere" alla manifestazione dell'8 agosto contro l'attacco all'AGUDA.

La sera del 1º agosto circa alle 23:00, uno sconosciuto in possesso di armi da fuoco è entrato indisturbato nell'edificio dell'Aguda a Tel Aviv adibito a ritrovo e luogo d'incontro per adolescenti omosessuali ed ha aperto il fuoco sulla folla che stava partecipando ad un evento intitolato "I giovani si riuniscono", per darsi alla fuga indisturbato subito dopo. Due persone sono state uccise e quindici sono rimaste ferite. L'uomo armato è entrato nel palazzo dove si teneva un evento settimanale (nel seminterrato), ha girato in varie direzioni e poi si è dileguato a piedi.
La polizia ha lanciato subito un'accanita campagna di ricerca per trovare il tiratore, ed in aggiunta sono stati immediatamente chiusi in via cautelativa la maggior parte dei luoghi di intrattenimento per la comunità gay che operavano durante lo stesso momento dell'attacco, questo per timore di ulteriori fatti delittuosi.
L'edificio era abitualmente frequentato da ragazzi gay che si impegnavano in attività sociali e ascoltavano musica. Il centro era piccolo, con un terrazzino; ciò ha ulteriormente impedito così a chiunque di avere una via di scampo; alcuni hanno invece trovato riparo nascondendosi sotto un divano e dietro ad un tavolo appena i primi colpi sono stati esplosii. La televisione israeliana ha affermato che la scena del crimine è stato un "bagno di sangue". Cinque dei feriti sono stati trasportati al principale ospedale cittadino, il Tel Aviv Sourasky Medical Center, mentre altri cinque sono stati invece condotti presso il Wolfson Medical Center di Holon.
Il tiratore era mascherato, vestito di nero e ha utilizzato una pistola per portare a termine il suo attacco It was not believed his motive was related to nationalist terror.; non si è mai presa seriamente in considerazione l'ipotesi che il suo movente potesse essere collegato alla politica nazionalista o alle tensioni internazionali, inserendolo invece subito in un ambito di discriminazione e violenza contro le persone LGBT. La polizia ha comunque anche indagato sulla possibilità che l'attacco potesse essere stato a causa di una qualche faida personale, ma senza alcun esito.

### Indagini
Una caccia all'uomo è stata immediatamente lanciata nel tentativo di individuare il killer.. Blocchi stradali sono stati istituiti in città; nel frattempo sono state fatte interrompere le attività di tutti gli altri club e chiudere gli edifici che avevano collegamenti con l'associazionismo omosessuale che si trovavano vicino alla scena del crimine subito dopo la sparatoria in caso ci fossero stati ulteriori attacchi. Le ricerche sono sta portate avanti da centinaia di agenti di polizia, conducendo sopralluoghi e perquisizioni per la strada e porta a porta in città.
La polizia ha presto scartato la possibilità che la sparatoria fosse un attacco terroristico.
Il 3 agosto la polizia di Tel Aviv ha accompagnato un sopravvissuto adolescente dell'attacco al piano seminterrato nel tentativo di raccoglier ulteriori indizi rievocando la scena e i fatti accaduti.

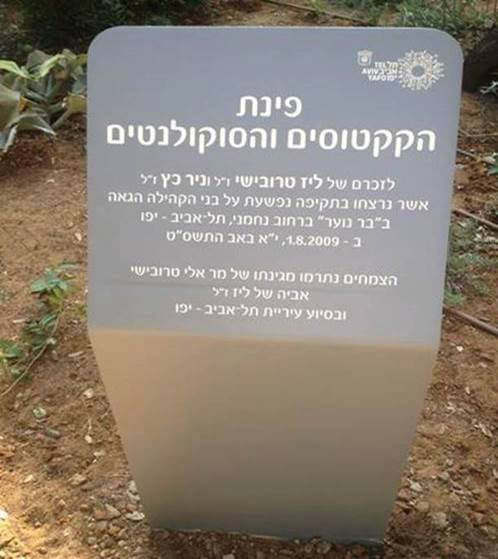
Memoriale al "giardino dei cactus" vicino al centro gay di Tel Aviv in ricordo dei due giovani assassinati nella sparatoria del 2009; le piante sono state donate dal padre della ragazza rimasta vittima, provenienti direttamente dal suo giardino privato.

## Vittime
I morti sono stati identificati come un giovane uomo ventiseienne di nome Nir Katz proveniente da Givatayim e in una ragazza di diciassette anni, Liz Troubishi, residente con la famiglia a Holon. Un sedicenne rimasto coinvolto ha inoltre parlato della sua paura che la sparatoria avrebbe potuto causare un effetto di forzato coming out in quanto la stragrande maggioranza dei ragazzi presenti non si erano ancora apertamente dichiarati come gay di fronte ai genitori.

## Caso Hagai Felician
A seguito di una serrata indagine di polizia durata quasi quattro anni, tre sospetti sono stati arrestati e i loro arresti sono stati annunciati il 5 giugno 2013. Quando il black out informativo è stato tolto, hanno cominciato ad essere rivelati i primi dettagli sull'indagine; i tre, tutti i residenti di Pardes Katz, un quartiere a Bnei Brak, avevano tutti un'età compresa tra i 20 e i 40 anni. È stato poi annunciato che anche un attivista di primo piano nella comunità LGBT israeliana era stato sottoposto a fermo di polizia per essere interrogato.
Il Jerusalem Post ha riferito che la sparatoria è stata progettata da due giovani, uno dei quali credeva che un suo parente adolescente avesse subito abusi di natura sessuale da un attivista del centro Bar-Noar. Dopo la sparatoria, il killer e il suo complice sono fuggiti da Tel Aviv. La pistola utilizzata dal killer è stato rinvenuta da alcuni escursionisti nel dicembre 2012 e gli indagati sono stati arrestati alcuni mesi più tardi.
Secondo la polizia, un paio di mesi prima degli omicidi, uno dei sospetti, un ragazzo di 15 anni, si era recato al centro per chiarire la propria identità sessuale. Lì si incontrò con un veterano dell'associazione, la quarta persona che è stata provvisoriamente coinvolta nel caso e fermata dalle forze dell'ordine. Hagai Felician, parente del ragazzo, si rese conto che l'adolescente era stato visto un paio di volte a Barnoar, e gli chiese cosa stesse facendo lì. L'adolescente ha confermato che era andato lì, ma che è stata violentato dall'uomo che aveva incontrato presso il club. Felician avrebbe deciso quindi di prendere nelle sue mani l'onere della vendetta e, insieme ad un altro sospetto, Tarlan Hankishayev, avrebbe messo in atto un complotto per danneggiare l'attivista. Il giorno della sparatoria, Felician presumibilmente era venuto a Barnoar per cercare l'attivista. Impossibilitato a trovare lui, Felician si sarebbe infine rivolto contro i presenti.
Il 23 giugno 2013, sono cadute le accuse contro gli altri due sospetti. Il 10 luglio 2013, Hagai Felician è stato incriminato con due accuse di omicidio.
Nel febbraio 2014 però l'accusa contro Hagai Felician è crollata; dopo nuove informazioni è stato scoperto che il testimone attorno a cui ruotava l'intera risoluzione del caso aveva mentito di sana piata inventandosi tutto. Successivamente, il testimone, che è stato identificato nei rapporti dei media come "Z" a causa della sua identità rimasta segreta e sotto protezione, è stato arrestato con l'accusa di aver fabbricato le prove ad arte. Il 26 febbraio, Felician è stato rilasciato, anche se è stato rimandato agli arresti domiciliari fino al 2 aprile. Il 9 marzo 2014, tutte le accuse contro Felician sono state ritirate e l'uomo pare così definitivamente scagionato.

La bandiera arcobaleno listata a lutto, segno distintivo comune utilizzato dopo la sparatoria in segno di solidarietà nei confronti della comunità LGBT.

## Reazioni

### Reazione politica
L'evento dell'omicidio è stato ampiamente coperto dai media israeliani, ed è stato ampiamente condannato da numerosi personaggi pubblici. Il presidente Shimon Peres ha reagito alla strage affermando che:. «L'omicidio raccapricciante che è stato effettuato ieri a Tel Aviv, contro i nostri adolescenti e giovani, è un crimine che le popolazioni civili e illuminate non possono accettare in quanto l'assassinio e l'odio sono i due reati più gravi nella società. La polizia deve esercitare grandi sforzi per raggiungere e punire lo spregevole assassino e l'intera nazione deve unirsi nel condannare questo atto abominevole." Peres ha chiamato il colpevole di un "lowly criminal" ed ha esortato la polizia a catturarlo rapidamente.
Anche il primo ministro di Israele Benjamin Netanyahu ha condannato l'assassinio in apertura del suo Consiglio dei Ministri; ha espresso il suo "shock e sgomento", condannando l'"omicidio scioccante" e ricordando i cittadini israeliani che "siamo un paese democratico e tollerante e dobbiamo rispettare ogni persona così come questa è".
Nitzan Horowitz, l'unico membro apertamente gay della Knesset, ha condannato a caldo l'evento come "il peggior attacco mai perpetrato contro la comunità gay in Israele [...] un attacco cieco contro giovani innocenti.
Il partito ultraortodosso Shas ha detto di essere "scioccato e in lutto, e denunciando senza riserve l'incidente omicida". Il Ministro della Pubblica sicurezza Yitzhak Aharonovich, capo della polizia di Israele, lo ha definito "un incidente serio e grave". Aharonovitch ha riferito che recarsi sulla scena del crimine è stato per lui "uno spettacolo raccapricciante".
Il leader dell'opposizione Tzipi Livni lo ha definito un "grave incidente", dicendo: "anche se tutti i dettagli che circondano l'evento non sono ancora chiari, esiste il movente del crimine d'odio e come tale deve essere trattato". Ha detto anche che ciò dovrebbe finalmente "risvegliare la società e liberarsi dai pregiudizi "e" scuotere l'intera società, tra cui l'establishment politico e il sistema dell'istruzione; in questo giorno si dovrebbe esprimere un messaggio inequivocabile contro l'intolleranza, l'incitamento all'odio e alla violenza, ed agire di conseguenza contro ogni manifestazione di questi tipo".
Il sindaco di Tel Aviv, Ron Huldai, ha dichiarato che la sua città avrebbe ancora e sempre accolto con benevolenza la comunità gay e lesbica, dicendo che avrebbe combattuto per il loro diritto ad essere riconosciuti ed accettati pienamente. Il capo della polizia di Tel Aviv, Shachar Ayalon, non ha però voluto affermare che la sparatoria fosse dovuta ad un crimine d'odio.
L'8 agosto, una settimana dopo l'evento, il presidente Peres si è recato sulla scena del crimine a Bar-Noar per dimostrare il suo sostegno all'intera comunità LGBT per l'attacco mortale da essa subito.

### Raduno di protesta
Una manifestazione di protesta si è tenuta a Tel Aviv dopo la sparatoria, con uno stuolo di candele-anniversario alla memoria accese. Solo poche ore dopo l'essersi verificato il tragico fatto, una manifestazione di alcune centinaia di persone si è svolta al Rothschild Boulevard di Tel Aviv, e i manifestanti hanno marciato verso Allenby Street e King George Street fino a raggiungere il "Center for gay Community" in Meir park.
Il giorno seguente, alle ore 17:00, un'ulteriore dimostrazione ha avuto luogo in Rothschild Boulevard, ed in più una veglia di protesta si è tenuta nei pressi del Monte Carmelo, nella zona nor della città di Haifa, un luogo di ritrovo ed intrattenimento molto noto, oltre che in Zion Square a Gerusalemme e davanti al municipio di Be'er Sheva.